# William Faversham
William Faversham (12 de fevereiro de 1868 - 7 de abril de 1940), nascido William Jones foi um ator inglês, com atuações no teatro e no cinema.

## Biografia
Faversham fez seu nome na Broadway no papel de Algernon na primeira produção americana de The Importance of Being Earnest em 1895. Como um adolescente na década de 1880 tornou-se amigo e seguiu o ator Maurice Barrymore em torno de Londres, quando Barrymore, sua esposa, e seus três filhos visitaram a Inglaterra em 1884. Faversham idolatrava Barrymore e tentou imitá-lo quando ele começou sua carreira nos palcos. Faversham era muito admirado em tais peças como Brother Officers, Julius Caesar, The Squaw Man, e Othello. Ele interpretou em Romeu e Julieta, na produção de Maude Adams. Como ele envelheceu, Faversham continuou a assumir papéis clássicos e peças contemporâneas. Na década de 1930 ele fez filmes que figuram na versão de Rouben Mamoulian em Technicolor como Becky Sharp em 1935.